# کلیسای وستبرو باپتیست

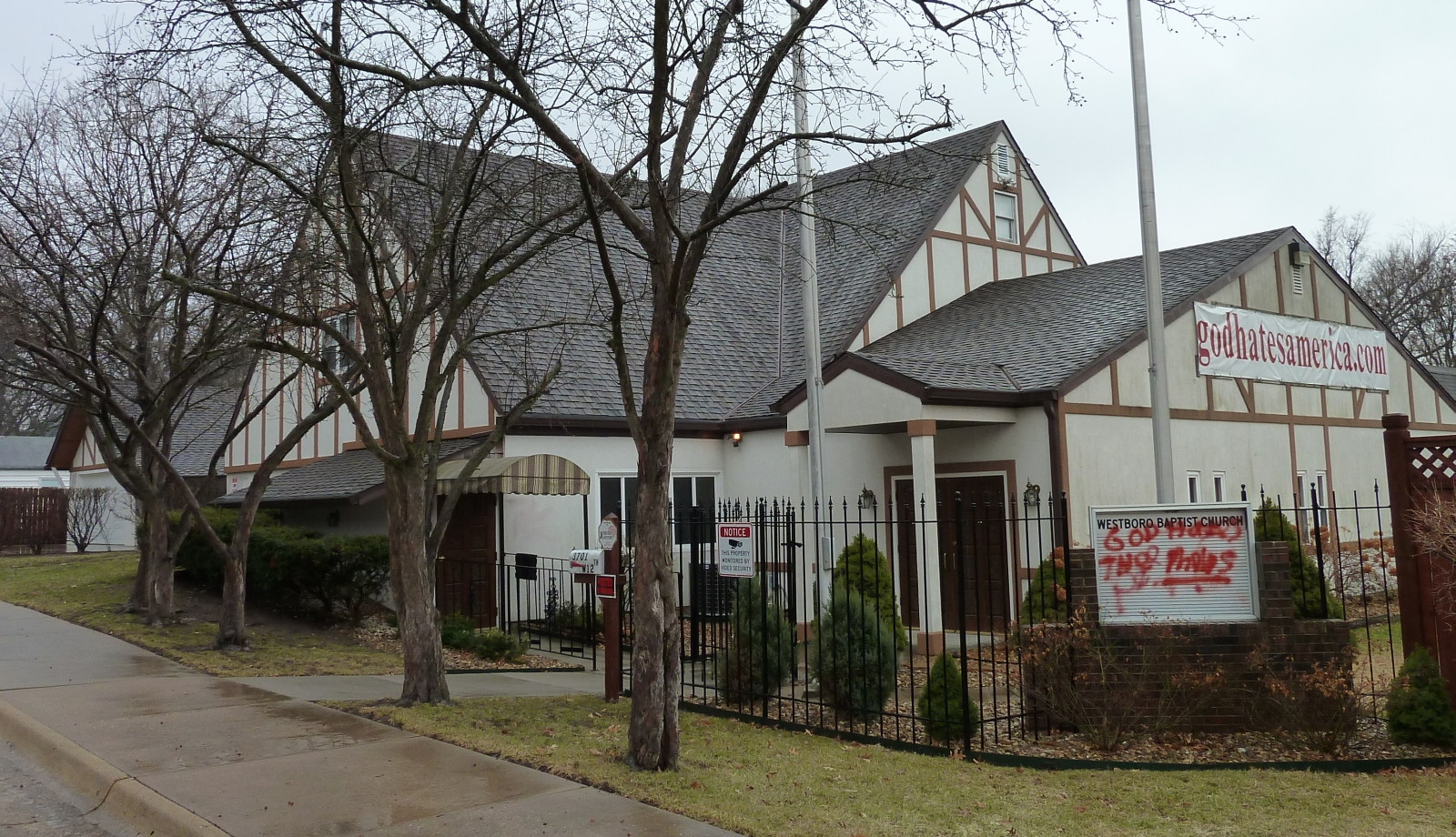
کلیسای وستبرو باپتیست

کلیسای وستبرو باپتیست (به انگلیسی: Westboro Baptist Church) با تفکیک مذهبی باپتیست، به رهبری فرد فلیپ، واقع در ایالات متحده آمریکا، بیشتر به عنوان گروه نفرت شناخته می‌شود.
اعضای این گروه بیشتر از خانواده بزرگ فرد فلیپ تشکیل شده است.
این کلیسا در مستندی به عنوان منفورترین خانواده آمریکایی، ساخته بی‌بی‌سی، توسط لویی ترو، به بررسی عقاید و فعالیت‌های این خانواده می‌پردازد.

## عقاید

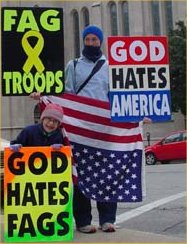
عضوی از کلیسای وستبرو باپتیست به همراه کودک او در ایالت اوکلاهما در حال تظاهرات علیه هم جنس گرایان و آمریکا

کلیسای وست برو باپتیست، به طور کلی مسلمانان و کلیسای کاتولیک روم را شیطان‌پرست می‌خوانند و دیگر کلیساهای مسیحی را موعظه گران دروغین و جایگاه آنها را در دوزخ می‌دانند.
این کلیسا دارای عقاید خاصی از جمله نفرت از هم‌جنس‌گرایی، نفرت از یهودیان، نفرت از مسلمانان، نفرت از هندوها و نفرت از سربازان آمریکایی (حتی کشته شدگان) است.
این گروه حتی در تظاهراتی پلاکارتی حمل می‌کردند که در آن نوشته شده بود: «از خدا به خاطر حادثه یازده سپتامبر متشکریم.»
کلیسای وستبرو باپتیست، در تظاهرات خود بارها، پرچم آمریکا را به صورت معکوس حمل کرده‌اند که نوعی توهین به ملت آمریکا محسوب می‌شود.
فرد فلیپ، در زمانی که روزنامه نیوزویک گزارشی دربارهٔ انداختن یک نسخه از قرآن در چاه توالت توسط یک سرباز آمریکایی چاپ کرد، گفت: «اگر وی این کار را کرده، کار بسیار خوبی کرده و امیدوارم بازهم این کار را انجام دهد، قرآن ۳۰۰ صفحه از تخیلات شیطانی محمد است که نمونه آمریکایی آن کتاب مورمون است.»

## مسائل قانونی
به دلیل تظاهرات این گروه در مراسم تدفین سربازان آمریکایی و توهین به متوفی و خانواده‌های کشته شدگان، در بسیاری از ایالات ایالات متحده، این گروه حق تظاهرات ندارند و مورد نفرت عموم جامعه آمریکا هستند.